# Good Girl Gone Bad Live
A Good Girl Gone Bad Live Rihanna barbadosi R&B-énekes első koncert-DVD-je. 2008. június 12-én jelent meg Európában, és az ezt követő napokban a világ többi részén is. A DVD-n Rihanna 2007. december 6-ai fellépése szerepel, melyet a manchesteri MEN Arenában vettek fel a The Good Girl Gone Bad turné alatt, valamint egy dokumentumfilmet a turnéról.

## DVD számlista
1. Bevezető
2. Pon de Replay
3. Break It Off
4. Let Me
5. Rehab
6. Breakin’ Dishes
7. Is This Love (Bob Marley)
8. Kisses Don’t Lie
9. Scratch
10. SOS
11. Good Girl Gone Bad
12. Hate That I Love You
13. Unfaithful
14. Sell Me Candy
15. DJ Kevmo/Don’t Stop the Music
16. Push Up on Me
17. Shut Up and Drive
18. Question Existing
19. Umbrella

## Bónusztartalmak
1. Dokumentumfilm a turnéról – ez a szeptembertől márciusig tartó Good Girl Gone Bad turné dokumentumfilmje. Rihanna beszél a ruháiról, a felszereléseiről, a bandáról, a színpadi koreográfiáról és minden másról.
2. Háttérvideó – Egy videófelvétel, amit a személyzet készített az Umbrella felvétele közben.

## Megjelenések
- Európa és Egyesült Királyság: 2008. június 13.
- Ausztrália, Ázsia és Japán: 2008. június 17.
- Brazília: 2008. június 24.
- Egyesült Államok és Kanada: 2008. október 7.

## Helyezések
| Slágerlista                                | Legmagasabb helyezés | Minősítés |
| ------------------------------------------ | -------------------- | --------- |
| ARIA Australian Top 50 Music DVD           | 6                    |           |
| Belgium Music-DVD charts                   | 2                    |           |
| Brazil Top 20 Musical DVDs                 | 1                    | Arany     |
| Billboard Chart Billboard Top Music Videos | 6                    | Arany     |
| FIMI Italian DVD chart                     | 9                    | Platina   |

- A DVD-ből 20.000 példány kelt el Brazíliában az első héten.